# Guarani nyelv
A guarani nyelv az andoki-egyenlítői nyelvek közül az egyenlítői nyelvek csoportjába, azon belül a tupi-nyelvek közé tartozó indián nyelv. 4,8 millióan beszélik. Paraguay, Bolívia és a Dél-amerikai Közös Piac egyik hivatalos nyelve.
Mintegy nyolc nyelvjárása van:
- Csiriguánó (100-200 ezer beszélő)
- Avanyeke (Paraguayban ~ 3-4 millió beszélő)
- Kaingva (~10 ezer beszélő Brazíliában a Mato Grosso do Sul államban)
- Csiripa-nyamdeva (10 ezer beszélő a paraguay-brazil-argentin határ térségében)
- Mbü'a (~5 ezer a paraguay-brazil-argentin határ térségében)
- Palmer és porokikoa nyelvek már kihaltak
- Tupi – egyes vélekedések szerint maguk a guaranik a tupik leszármazottjai

## Története
Írásbelisége csak a spanyol hódítás után alakult ki, ezért nincsenek régi nyelvemlékei. Felépítéséből és szabályosságából a 16–17. századi (jezsuita és ferences) tudósok arra következtettek, hogy már legalább tíz évszázada létező és elterjedt nyelvről van szó.

## Ábécé
A klasszikus guarani nyelv 30 fonémából áll, de spanyol hatásra később újabb öttel, az Rr, az Ll, a D, az F és a (spanyol) J elemekkel bővült. A hivatalos, 33 grafémából álló ábécé azonban az öt közül csak az Rr-t olvasztotta magába, így a teljes ábécé a következő:
A, Ã, Ch, E, Ẽ, G, G̃, H, I, Ĩ, J, K, L, M, Mb, N, Nd, Ng, Nt, Ñ, O, Õ, P, R, Rr, S, T, U, Ũ, V, Y, Ỹ, ’

## Nyelvtan
A guarani nyelv agglutináló, poliszintetikus nyelv. Szabályos, mindössze hat rendhagyó ragozású igéje van és ezek többsége csak részben rendhagyó. A „mondani” ige az, amelyiknek ragozása teljesen eltér az általános szabályoktól.

## Szókincs
A nyelvben sok spanyol jövevényszó található, néhány példa:
| Fordítás | Spanyol    | Guarani    | Magyar         |
| -------- | ---------- | ---------- | -------------- |
| állatok  | vaca       | vaka       | tehén          |
| állatok  | caballo    | kavaju     | ló             |
| állatok  | cabra      | kavara     | kecske         |
| vallás   | cruz       | kurusu     | kereszt        |
| vallás   | Jesucristo | Hesukrísto | Jézus Krisztus |
| vallás   | Pablo      | Pavlo      | Szent Pál      |
| országok | Australia  | Autaralia  | Ausztrália     |
| országok | Islandia   | Iylanda    | Izland         |
| országok | Portugal   | Poytuga    | Portugália     |
| étel     | queso      | kesu       | sajt           |
| étel     | azúcar     | asuka      | cukor          |
| étel     | morcilla   | mbusia     | véres hurka    |
| füvek    | canela     | kanéla     | fahéj          |
| füvek    | cilantro   | kuratũ     | koriander      |
| füvek    | anís       | ani        | ánizs          |